# New Day Will Rise
New Day Will Rise är en låt framförd av den israeliska sångerskan Yuval Raphael. Låten, som är skriven av Keren Peles och producerad av Tomer Biran, representerade Israel i Eurovision Song Contest 2025 i Basel i Schweiz där den slutade på andra plats.